# إبراهيم السفرجلاني
إبراهيم السفرجلاني (1645م - 1700م)، هو أديب وشاعر سوري له ديوان.

## حياته
إبراهيم بن محمد بن إبراهيم بن عبد الكريم السفرجلاني الدمشقي الشافعي، أديب وشاعر سوري. ولد في دمشق عام 1645م وتوفي 1700م ودفن في مقبرة الباب الصغير، برع في الرياضيات. له ديوان. تخرج في الأدب على يد عبد الباقي بن أحمد السمان الدمشقي.

## شعره
من شعره:
وله أيضاً:
ومن شعره:
وله غير ذلك من الشعر.